# Mariano Miró (La Pampa)
Paraje Mariano Miró (o, simplemente, Miró) fue una localidad en la provincia de La Pampa, Argentina, dentro del departamento Chapaleufú. Originado por la estación Mariano Miró, existió desde 1901 a 1911. En 2010, fue descubierto casualmente por un grupo de alumnos de una escuela rural. Hoy en día, el antiguo poblado está cubierto por plantaciones de soja. El área forma parte del municipio de Coronel Hilario Lagos.
Se encuentra en el noreste de la provincia, accediéndose por la Ruta Nacional 188. Hasta 2015 contó con un servicio ferroviario a cargo de la empresa estatal Trenes Argentinos Operaciones. Mariano Miró se encuentra en el límite con la provincia de Córdoba.

## Toponimia
Mariano Agustín Miró Dorrego, nació en 1799 en Buenos Aires y falleció en la misma ciudad el 15 de junio de 1872. Está sepultado en el Cementerio de la Recoleta. Se casó con Felisa Gregoria Dorrego y tuvo una hija. Tenía una mansión de estilo italiano sobre las calles Viamonte, Córdoba, Libertad y Talcahuano.

## Historia
Surgido en 1901, sus primeros datos provinieron de un censo de 1905 que detalló que Miró tenía 495 habitantes, con los servicios típicos de un pueblo rural: herrería, almacén de ramos generales, hotel y peluquería, aparte de los galpones del ferrocarril y chacras. 
En el Museo Nacional Ferroviario Raúl Scalabrini Ortiz fueron hallados seis planos de entre los años 1902 y 1911.
El pueblo carecía de parroquia, dependencia municipal o plaza principal. Su estructura se centraba en la estación de la que salía una calle ancha y a su alrededor los comercios y viviendas.
El poblado surgió gracias a que la familia propietaria de las tierras arrendó un sector para lo localidad, pero en 1911 dicho contrato terminó, ya que los propietarios querían utilizar los terrenos para la explotación agrícola. Las familias que allí vivían se fueron y crearon dos nuevos pueblos: Coronel Hilario Lagos y Alta Italia, a unos 20 kilómetros. La segunda localidad recibió su nombre por el almacén de ramos generales de Miró, propiedad de una familia italiana.

## Hallazgo de sus restos
Un grupo de diez arqueólogos de la Universidad de Buenos Aires halló sus ruinas en 2010. Desde entonces viajan un par de veces por temporada, cuando el terreno no está cubierto por cultivos (en los meses de abril-mayo y septiembre octubre), para realizar excavaciones. Ese año, un grupo de niños de la Escuela Rural N.º 65, estando de pícnic sobre el campo, había materiales que daban cuenta de que hubo un asentamiento urbano allí. Los alumnos encontraron pedazos de botellas, candados, clavos, fragmentos de balanza, etc., reuniendo cuatro mil elementos. La escuela decidió presentar los objetos en una Feria Provincial de Ciencia, donde la Subsecretaría de Cultura conoció el tema e intervino, citando a los arqueólogos conocidos. Otras escuelas de la zona crearon museos con elementos encontrados en Miró.
El equipo de arqueólogos delimitó un área de 240 por 150 metros, dividida en cuadrículas de dos metros. Recolectaron en superficie once mil artefactos, entre ellos: monedas, botellas de gres o champaña, bombillas, botas de cuero, cerámicas y tenedores. Hacia 2014 llevaban a 15 mil elementos hallados.
Las actuales excavaciones alcanzan un metro de profundidad. Allí se hallaron muros derribados por los habitantes expulsados de cimientos de ladrillo, revoques, zapatas y piso de pinotea, como así también basurales en los fondos de las casas. Los arqueólogos estiman que por la destrucción del lugar y los cultivos, los restos consiguieron sedimentar en unos diez años.

Ahí hay trabajo para décadas, porque dentro del contexto de la arqueología argentina no hay un sitio así, es un pueblo que está a 50 centímetros del mar de soja.

Como sitio arqueológico, es un desafío interesante porque a escala nacional no hay nada igual.

Según en convenio de la universidad con el gobierno provincial, las investigaciones durarían hasta 2017.